# 拉温达·巴宗哉
拉温达·巴宗哉（1993年6月29日—），泰國女子羽毛球運動員。

## 球員生涯
2013年4月，拉温达·巴宗哉出戰樂魚羽毛球國際系列賽，在决赛中以2比0（21-9、21-19）横扫赛会4号种子、马来西亚的何艷美，夺得第一个挑战赛的冠军。随后7月，拉温达·巴宗哉代表泰國出戰俄羅斯喀山舉行的世界大學生運動會羽毛球比賽，贏得混合團體銅牌。
2014年9月，拉温达·巴宗哉與宗功攀·吉迪特拉恭出戰印尼羽毛球大師賽，在準决赛中以0比2（17-21、18-21）不敌赛会3号种子、东道主的申迪·普斯帕·伊拉瓦蒂/维塔·玛丽莎。
2015年1月，拉温达·巴宗哉與宗功攀·吉迪特拉恭出戰泰國羽毛球國際挑戰賽，在準决赛中以0比2（16-21、10-21）不敌韩国的蔡侑玎/金志垣。同年8月，她與宗功攀·吉迪特拉恭出戰越南羽毛球大獎賽，在决赛中以2比0（21-14、21-12）横扫赛会8号种子、印尼的苏琪·里基·安迪妮/马雷塔·德亚·乔瓦尼，赢得俩人合作以来的第一个冠军。接着9月，她與宗功攀·吉迪特拉恭出戰哈爾科夫羽毛球國際賽，在决赛中2比0（21-18、21-15）完胜了赛会头号种子、英格兰的希瑟·奥利弗/劳伦·史密斯。随后9月，俩人出戰雪梨羽毛球國際賽，在决赛中以2比0（21-13、21-9）轻取澳大利亚的塞特亚纳·玛帕萨/格罗娅·萨莫维尔，赢得第二个国际挑战赛冠军。
2015年7月，拉温达·巴宗哉代表泰國朱拉隆功大學出戰韓國光州市舉行的世界大學生運動會羽毛球比賽，贏得混合團體銅牌。
2016年3月，拉温达·巴宗哉與宗功攀·吉迪特拉恭出戰瑞士羽毛球黃金大獎賽，在準决赛中以0比2（12-21、14-21）不敌赛会5号种子、日本的松尾靜香/內藤真實。同年9月，她與宗功攀·吉迪特拉恭出戰印尼羽毛球大師賽，在决赛中以0比2（18-21、20-22）不敌赛会4号种子、韩国的蔡侑玎/金昭映。年尾10月，她與宗功攀·吉迪特拉恭出戰泰國羽毛球黃金大獎賽，在决赛中以2比0（21-12、21-17）击败了赛会5号种子、日本的松本麻佑/永原和可那，夺得本土赛事的冠军。
2017年1月，拉温达·巴宗哉與宗功攀·吉迪特拉恭出戰馬來西亞羽毛球大師賽，在决赛中以2比0（21-17、21-9）横扫香港的潘樂恩/謝影雪，赢得开门红。同年10月，她與宗功攀·吉迪特拉恭出戰碧特博格羽毛球黃金大獎賽，在决赛中以2比0（21-16、21-9）拿下日本的荒木茜羽/松田蒼，赢得冠军。
2018年1月头，拉温达·巴宗哉與宗功攀·吉迪特拉恭出戰泰國羽毛球大師賽。在女双决赛中，以2比0（21-19、21-17）击退了赛会2号种子、印尼的英吉娅·西塔·阿凡达/尼·克图特·马哈德维·伊斯特拉尼，赢得冠军。同年1月尾，她與宗功攀·吉迪特拉恭出戰印度羽毛球公開賽，在决赛中以0比2（18-21、15-21）不敌赛会3号种子、印尼新老的格雷西娅·波利/阿普里亚尼·拉哈育。

## 主要比賽成績
只列出曾進入準決賽的國際賽事成績：
| 年份   | 賽事                     | 公開賽級別 | 項目     | 拍檔              | 成績   |
| ------ | ------------------------ | ---------- | -------- | ----------------- | ------ |
| 2013年 | 樂魚羽毛球國際系列賽     | 國際系列賽 | 女子單打 | －                | 冠軍   |
| 2013年 | 世界大學運動會羽毛球比賽 | 其他       | 混合團體 | －                | 銅牌   |
| 2013年 | 新加坡羽毛球國際系列賽   | 國際系列賽 | 女子單打 | －                | 冠軍   |
| 2013年 | 新加坡羽毛球國際系列賽   | 國際系列賽 | 混合雙打 | Wasapon Uttamang  | 準決賽 |
| 2014年 | 斯里蘭卡羽毛球國際賽     | 國際挑戰賽 | 女子雙打 | 宗功攀·吉迪特拉恭 | 準決賽 |
| 2014年 | 印尼羽毛球大師賽         | 黃金大獎賽 | 女子雙打 | 宗功攀·吉迪特拉恭 | 準決賽 |
| 2015年 | 泰國羽毛球國際挑戰賽     | 國際挑戰賽 | 女子雙打 | 宗功攀·吉迪特拉恭 | 準決賽 |
| 2015年 | 東南亞運動會羽毛球比賽   | 其他       | 女子團體 | －                | 金牌   |
| 2015年 | 世界大學運動會羽毛球比賽 | 其他       | 混合團體 | －                | 銅牌   |
| 2015年 | 越南羽毛球大獎賽         | 大獎賽     | 女子雙打 | 宗功攀·吉迪特拉恭 | 冠軍   |
| 2015年 | 哈爾科夫羽毛球國際賽     | 國際挑戰賽 | 女子雙打 | 宗功攀·吉迪特拉恭 | 冠軍   |
| 2015年 | 雪梨羽毛球國際賽         | 國際挑戰賽 | 女子雙打 | 宗功攀·吉迪特拉恭 | 冠軍   |
| 2015年 | 碧特博格羽毛球黃金大獎賽 | 黃金大獎賽 | 女子雙打 | 宗功攀·吉迪特拉恭 | 準決賽 |
| 2016年 | 亞洲羽毛球團體錦標賽     | 其他       | 女子團體 | －                | 季軍   |
| 2016年 | 瑞士羽毛球黃金大獎賽     | 黃金大獎賽 | 女子雙打 | 宗功攀·吉迪特拉恭 | 準決賽 |
| 2016年 | 印尼羽毛球大師賽         | 黃金大獎賽 | 女子雙打 | 宗功攀·吉迪特拉恭 | 亞軍   |
| 2016年 | 泰國羽毛球黃金大獎賽     | 黃金大獎賽 | 女子雙打 | 宗功攀·吉迪特拉恭 | 準決賽 |
| 2016年 | 碧特博格羽毛球黃金大獎賽 | 黃金大獎賽 | 女子雙打 | 宗功攀·吉迪特拉恭 | 亞軍   |
| 2017年 | 馬來西亞羽毛球大師賽     | 黃金大獎賽 | 女子雙打 | 宗功攀·吉迪特拉恭 | 冠軍   |
| 2017年 | 亞洲羽毛球混合團體錦標賽 | 其他       | 混合團體 | －                | 季軍   |
| 2017年 | 蘇迪曼盃                 | 其他       | 混合團體 | －                | 季軍   |
| 2017年 | 東南亞運動會羽毛球比賽   | 其他       | 女子團體 | －                | 金牌   |
| 2017年 | 東南亞運動會羽毛球比賽   | 其他       | 女子雙打 | 宗功攀·吉迪特拉恭 | 金牌   |
| 2017年 | 碧特博格羽毛球黃金大獎賽 | 黃金大獎賽 | 女子雙打 | 宗功攀·吉迪特拉恭 | 冠軍   |
| 2017年 | 香港羽毛球超級賽         | 超級賽     | 女子雙打 | 宗功攀·吉迪特拉恭 | 準決賽 |
| 2018年 | 泰國羽毛球大師賽         | 超級300賽  | 女子雙打 | 宗功攀·吉迪特拉恭 | 冠軍   |
| 2018年 | 印度羽毛球公開賽         | 超級500賽  | 女子雙打 | 宗功攀·吉迪特拉恭 | 亞軍   |
| 2018年 | 優霸盃                   | 其他       | 女子團體 | －                | 亞軍   |
| 2018年 | 泰國羽毛球公開賽         | 超級500賽  | 女子雙打 | 宗功攀·吉迪特拉恭 | 準決賽 |
| 2018年 | 新加坡羽毛球公開賽       | 超級500賽  | 女子雙打 | 宗功攀·吉迪特拉恭 | 準決賽 |
| 2018年 | 亞洲運動會羽毛球比賽     | 其他       | 女子團體 | －                | 铜牌   |
| 2019年 | 印度羽毛球公開賽         | 超級500賽  | 女子雙打 | 宗功攀·吉迪特拉恭 | 準決賽 |
| 2019年 | 馬來西亞羽毛球公開賽     | 超級750賽  | 女子雙打 | 宗功攀·吉迪特拉恭 | 準決賽 |
| 2019年 | 蘇迪曼盃                 | 其他       | 混合團體 | －                | 季軍   |
| 2019年 | 中華台北羽毛球公開賽     | 超級300賽  | 女子雙打 | 宗功攀·吉迪特拉恭 | 冠軍   |
| 2019年 | 澳門羽球公開賽           | 超級300賽  | 女子雙打 | 宗功攀·吉迪特拉恭 | 亞軍   |
| 2019年 | 東南亞運動會羽球比賽     | 其他       | 女子團體 | －                | 金牌   |
| 2020年 | 亞洲羽毛球團體錦標賽     | 其他       | 女子團體 | －                | 季軍   |
| 2020年 | 西班牙羽毛球大師賽       | 超級300賽  | 女子雙打 | 宗功攀·吉迪特拉恭 | 準決賽 |
| 2020年 | YONEX泰國羽毛球公開賽    | 超級1000賽 | 女子雙打 | 宗功攀·吉迪特拉恭 | 亞軍   |
| 2020年 | 世界羽聯世界巡迴賽總決賽 | 總決賽     | 女子雙打 | 宗功攀·吉迪特拉恭 | 準決賽 |
| 2021年 | 瑞士羽毛球公開賽         | 超級300賽  | 女子雙打 | 宗功攀·吉迪特拉恭 | 準決賽 |
| 2021年 | 奧爾良羽毛球大師賽       | 超級100賽  | 女子雙打 | 宗功攀·吉迪特拉恭 | 冠軍   |
| 2021年 | 優霸盃                   | 其他       | 女子團體 | －                | 季軍   |
| 2021年 | 丹麥羽毛球公開賽         | 超級1000賽 | 女子雙打 | 宗功攀·吉迪特拉恭 | 準決賽 |
| 2021年 | 海洛羽毛球公開賽         | 超級500賽  | 女子雙打 | 宗功攀·吉迪特拉恭 | 準決賽 |
| 2021年 | 印尼羽毛球公開賽         | 超級1000賽 | 女子雙打 | 宗功攀·吉迪特拉恭 | 準決賽 |
| 2022年 | 德國羽毛球公開賽         | 超級300賽  | 女子雙打 | 宗功攀·吉迪特拉恭 | 準決賽 |
| 2022年 | 瑞士羽毛球公開賽         | 超級300賽  | 女子雙打 | 宗功攀·吉迪特拉恭 | 準決賽 |
| 2022年 | 優霸盃                   | 其他       | 女子團體 | －                | 季軍   |
| 2022年 | 東南亞運動會羽毛球比賽   | 其他       | 女子團體 | －                | 金牌   |
| 2022年 | 印尼羽毛球公開賽         | 超級1000賽 | 女子雙打 | 宗功攀·吉迪特拉恭 | 準決賽 |
| 2022年 | 丹麥羽毛球公開賽         | 超級750賽  | 女子雙打 | 宗功攀·吉迪特拉恭 | 準決賽 |
| 2022年 | 海洛羽毛球公開賽         | 超級300賽  | 女子雙打 | 宗功攀·吉迪特拉恭 | 亞軍   |
| 2023年 | 印尼羽毛球大师赛         | 超級500賽  | 女子雙打 | 宗功攀·吉迪特拉恭 | 準決賽 |
| 2023年 | 亞洲羽毛球錦標賽         | 其他       | 女子雙打 | 宗功攀·吉迪特拉恭 | 季軍   |
| 2023年 | 東南亞運動會羽毛球比賽   | 其他       | 女子團體 | －                | 金牌   |
| 2023年 | 泰國羽毛球公開賽         | 超級500賽  | 女子雙打 | 宗功攀·吉迪特拉恭 | 準決賽 |
| 2023年 | 加拿大羽毛球公開賽       | 超級500賽  | 女子雙打 | 宗功攀·吉迪特拉恭 | 準決賽 |
| 2023年 | 亞洲運動會羽毛球比賽     | 其他       | 女子團體 | －                | 銅牌   |
| 2023年 | 北極羽毛球公開賽         | 超級500賽  | 女子雙打 | 宗功攀·吉迪特拉恭 | 亞軍   |
| 2023年 | 法國羽毛球公開賽         | 超級750賽  | 女子雙打 | 宗功攀·吉迪特拉恭 | 亞軍   |
| 2024年 | 印尼羽毛球大師賽         | 超級500賽  | 女子雙打 | 宗功攀·吉迪特拉恭 | 準決賽 |
| 2024年 | 亞洲羽毛球團體錦標賽     | 其他       | 女子團體 | －                | 亞軍   |
| 2024年 | 泰國羽毛球公開賽         | 超級500賽  | 女子雙打 | 宗功攀·吉迪特拉恭 | 冠軍   |

| 2007-2017年 | 首要超級賽 | 超級賽 | 黃金大獎賽 | 大獎賽 | 國際挑戰賽 | 國際系列賽 | 未來系列賽 | 其他 |

| 2018-2026年 | 總決賽 | 超級1000賽 | 超級750賽 | 超級500賽 | 超級300賽 | 超級100賽 | 國際挑戰賽 | 國際系列賽 | 未來系列賽 | 其他 |

### 奧運會和世錦賽參賽紀錄
|          | 搭檔              | 2015 | 2016 | 2017 | 2018 | 2019 | 2020       | 2021 | 2022 | 2023 | 2024       |
| -------- | ----------------- | ---- | ---- | ---- | ---- | ---- | ---------- | ---- | ---- | ---- | ---------- |
| 女子雙打 | 宗功攀·吉迪特拉恭 | 32強 | －   | －   | 8強  | 16強 | 小組第四名 | 8強  | 8強  | 8強  | 小組第三名 |